# Sergey Makarov (athlétisme)
Pour les articles homonymes, voir Sergueï Makarov et Makarov.
Sergey Makarov (transcrit en français Sergueï, en russe : Сергей Александрович Макаров), né le 19 mars 1973 à Lioubertsy, près de Moscou, est un athlète russe, pratiquant le lancer du javelot. Son record de 92,61m réalisé en 2002 fait de lui le troisième meilleur performeur de tous les temps (avec la nouvelle règle de design des engins).

## Palmarès
- Jeux olympiques d'été
  -  Médaille de bronze aux Jeux olympiques 2000 à Sydney
  -  Médaille de bronze aux Jeux olympiques 2004 à Athènes
- Championnats du monde d'athlétisme
  -  Médaille d'or aux Championnats du monde d'athlétisme 2003 à Paris Saint-Denis
  -  Médaille de bronze aux Championnats du monde d'athlétisme 2005 à Helsinki
- Championnats d'Europe d'athlétisme
  -  Médaille d'argent aux Championnats d'Europe d'athlétisme 2002 à Munich